# Premio Filippo Sacchi
Il premio Filippo Sacchi è un riconoscimento che il Sindacato nazionale giornalisti cinematografici italiani (SNGCI) riserva alle migliori tesi universitarie sul cinema discusse presso atenei italiani e francesi.
Il premio è dedicato a Filippo Sacchi (Vicenza, 1887 – Pietrasanta, 1971), giornalista, scrittore e critico cinematografico del Corriere della Sera. Il premio ha cadenza annuale o, in qualche caso, biennale.
Per l'edizione 2006-2007 il premio è consegnato durante il Festival del cinema di Venezia il 4 settembre 2008.

## I vincitori dell'edizione 1989-1990
I premi sono stati consegnati nel febbraio 1990 dal presidente del Senato Giovanni Spadolini, già direttore del Corriere della Sera, nelle sale di Palazzo Giustiniani
- Primo premio: Camilla Ghirardato (Università Cattolica di Milano) per la tesi Cinema d'animazione a Milano dal 1945 al 1985.
- Secondo premio: Antonio Farina (Università di Genova) per la tesi Processo, giudici ed avvocati nel cinema americano.
- Terzo premio: Gabriella Marranci (Università di Firenze) per la tesi Il codice scenografico di Fritz Lang.

## I vincitori dell'edizione 1991
- Primo premio: Gherardo Casale (Università di Torino) per la tesi l'interpretazione scespiriana di Orson Welles
- Secondo premio: Luca Noren (Cattolica di Milano) per la tesi Il bambino nel cinema contemporaneo
- Terzo premio: Leonardo Leonarduzzi (Università di Milano) per la tesi Il Viet-Nam nel cinema americano

## I vincitori dell'edizione 1992
- Primo premio: Angelina Iacopetta (Dams) di Bologna
- Secondo premio: Riccardo Tavolieri (Istituto Universitario di Lingue Moderne, Milano)
- Terzo premio: Margherita Bonomo (Università di Roma)

## I vincitori dell'edizione 1993
- Primo premio: Roberto Stringa (Università commerciale Luigi Bocconi) di Milano
- Secondo premio: Lawrence M.F. Sudbury (Università Cattolica del Sacro Cuore) di Milano
- Terzo premio: Maria Federica Mazzocchi (Università Cattolica del Sacro Cuore) di Milano

## I vincitori dell'edizione 2006-2007
La giuria dell'edizione 2006-2007 è composta da Mario Verdone, Oreste De Fornari, Enrico Magrelli, Steve Della Casa e Italo Moscati.
- Primo premio: Denis Lotti (Università di Padova).
- Secondo premio (ex aequo): Deborah Bandini (Università di Bologna); Michela Scattone (Università di Roma; Clelia Clini (Università di Trieste).
- Terzo premio (ex aequo): Marta Alessandra Giovannini; Eleonora Maraffi; Mariaemanuela Messina Archiviato il 22 maggio 2014 in Internet Archive. (Università di Bologna); Stefano Lombardini; Pietro Liberati; Leandra Modola.

## I vincitori dell'edizione 2005
La giuria dell'edizione 2005 è composta da Maria Pia Fusco, Enrico Magrelli, Steve Della Casa e Italo Moscati
- Primo premio: Piero Babudro (Università degli Studi di Trieste) per la tesi Donne perdute: figure femminili negli universi paralleli di David Lynch
- Secondo premio: Francesca Divella (Università di Bologna) per tesi Walter Chiari e il cinema
- Terzo premio (ex aequo): Giordano Vintaloro (Università degli Studi di Trieste) per la tesi Messianismo e modernità in Life of Brian dei Monty Python

e Francesca Chelu Deiana (Università degli studi di Torino) per la tesi Ricostruzione e restauro del più celebre film coloniale italiano: Kif Tebbi